# Paralorelopsis bordoni
Paralorelopsis bordoni is een keversoort uit de familie zwartlijven (Tenebrionidae). De wetenschappelijke naam van de soort is voor het eerst geldig gepubliceerd in 1994 door G. Marcuzzi.